# Maschinendynamik
Maschinendynamik ist ein Forschungsgebiet und Studienfach, das auf den Grundlagen der Technischen Mechanik aufbaut und die Wechselwirkung zwischen dynamischen Kräften und Bewegungsgrößen innerhalb von Maschinen behandelt.
Nachbargebiete, mit denen es Überschneidungen gibt, sind
- die Antriebstechnik
- die Fahrdynamik
- die Baudynamik
- die Messtechnik
- die Vibrationstechnik
- die Mechatronik.

Vermittelt werden
- die experimentelle Bestimmung dynamischer Größen
- die Schwingungsanalyse
- Methoden der Modellbildung
- analytische und numerische Verfahren als Grundlage der dynamischen Simulation und Optimierung.

Die Maschinendynamik liefert Grundlagen
- zur Bemessung der Maschinenelemente und -baugruppen (Schwingfestigkeit)
- zum Auswuchten von Rotoren
- zur Berechnung dynamischer Belastungen und Deformationen sowie kritischer Drehzahlen, bei denen die Gefahr der Resonanz besteht.

Zu den wesentlichen Aufgaben der Maschinendynamik gehören
- die Steigerung der Arbeitsgeschwindigkeiten
- die Schwingungsisolierung
- die Verminderung von Vibrationsbelastungen und Lärm
- die Klärung der Ursachen störender Schwingungen
- Maßnahmen zur Vermeidung von Schadensfällen.

Konstruktive Aufgaben sind zu lösen
- beim Einsatz von
  - Schwingungs- und Stoßdämpfern
  - Schwingungstilgern
  - Reglern
- bei der Entwicklung von Maschinen, die auf dynamischen Wirkprinzipien beruhen, z. B.
  - Rüttelmaschinen
  - Schlagbohrmaschinen
  - Vibrationshämmer
  - Schwingförderer
  - Schwingmühlen
  - Schwingtische
  - Zentrifugen.